# 中条本線料金所
中条本線料金所（なかじょうほんせんりょうきんじょ）は、新潟県胎内市塩津にある日本海東北自動車道の本線料金所であり、新潟県内唯一の本線料金所である。
荒川胎内IC以北が新直轄方式で無料となるため中条ICのすぐ北に設置された。

## 歴史
- 2009年（平成21年）7月18日 : 中条IC - 荒川胎内IC間の開通に伴い開設。
- 2023年（令和5年）3月24日 : 胎内SICの開通による当本線料金所 - 荒川胎内ICの料金収受体制の変更の伴い、下り線（村上方面）のETC無線通行車の料金収受を廃止[1]。
  - 下り線の料金収受・割引時間判定が胎内SIC出口のフリーフローアンテナまたは胎内SIC付近の下り本線上にあるフリーフローアンテナに移管される。

## 料金所
- ブース数：5

### 荒川胎内IC・村上方面
- ブース数：3
  - ETC専用：2
  - 一般：1

### 聖籠新発田IC・新潟方面
- ブース数：2
  - ETC専用：1
  - ETC・一般：1

## 隣
E7 日本海東北自動車道
(5)中条IC - 中条TB - (5-1)胎内SIC - (6)荒川胎内IC